# Ricardo Phillips
Ricardo Phillips (Panamá, Panamá, 31 de enero de 1975) es un exfutbolista panameño. Jugaba de mediocampista. Actualmente es entrenador de la sub-18 y sub-15 del Colegio Episcopal de Panamá. También es entrenador de una academia de fútbol (24 Fire). Padre del también futbolista Ricardo Phillips Hinds.

## Selección nacional
Ha sido internacional con la Selección de fútbol de Panamá en 84 ocasiones y ha marcado 10 goles.

### Participaciones en selección nacional
| Copa            | Categoría | Sede           | Resultado        | Partidos | Goles |
| --------------- | --------- | -------------- | ---------------- | -------- | ----- |
| Copa Uncaf 2005 | Mayor     | Guatemala      | Cuarto lugar     | 4        | 0     |
| Copa Oro 2005   | Mayor     | Guatemala      | Subcampeón       | 5        | 2     |
| Copa Uncaf 2007 | Mayor     | El Salvador    | Subcampeón       | 3        | 1     |
| Copa Oro 2007   | Mayor     | Estados Unidos | Cuartos de final | 4        | 0     |
| Copa Uncaf 2009 | Mayor     | Honduras       | Campeón          | 4        | 1     |
| Copa Oro 2009   | Mayor     | Estados Unidos | Cuartos de final | 3        | 0     |

### Goles internacionales
| Núm. | Fecha                 | Lugar                                                 | Rival       | Gol | Resultado | Competición       |
| ---- | --------------------- | ----------------------------------------------------- | ----------- | --- | --------- | ----------------- |
| 1    | 26 de enero de 2000   | Estadio Cementos Progreso, Guatemala, Guatemala       | Guatemala   | 1-1 | 1-1       | Amistoso          |
| 2    | 16 de marzo de 2004   | Estadio Pedro Marrero, Habana, Cuba                   | Cuba        | 0-1 | 1-1       | Amistoso          |
| 3    | 29 de abril de 2004   | Estadio Rommel Fernández, Panamá, Panamá              | Bermudas    | 1-1 | 4-1       | Amistoso          |
| 4    | 29 de abril de 2004   | Estadio Rommel Fernández, Panamá, Panamá              | Bermudas    | 4-1 | 4-1       | Amistoso          |
| 5    | 13 de junio de 2004   | Estadio Rommel Fernández, Panamá, Panamá              | Santa Lucía | 3-0 | 4-0       | Eliminatoria 2006 |
| 6    | 21 de julio de 2005   | Giants Stadium, Nueva Jersey, Estados Unidos          | Colombia    | 0-1 | 2-3       | Copa Oro 2005     |
| 7    | 21 de julio de 2005   | Giants Stadium, Nueva Jersey, Estados Unidos          | Colombia    | 1-3 | 2-3       | Copa Oro 2005     |
| 8    | 16 de agosto de 2006  | Estadio Nacional del Perú, Lima, Perú                 | Perú        | 0-1 | 0-2       | Amistoso          |
| 9    | 16 de febrero de 2007 | Estadio Cuscatlán, San Salvador, El Salvador          | Guatemala   | 1-0 | 2-0       | Copa Uncaf 2007   |
| 10   | 30 de enero de 2009   | Estadio Tiburcio Carías Andino, Tegucigalpa, Honduras | Honduras    | 1-0 | 2-0       | Copa Uncaf 2009   |

## Clubes
| Club                      | País           | Año         |
| ------------------------- | -------------- | ----------- |
| AFC Euro Kickers          | Panamá         | 1996 - 1997 |
| Panamá Viejo FC           | Panamá         | 1998 - 2001 |
| Tauro Fútbol Club         | Panamá         | 2002 - 2004 |
| New England Revolution    | Estados Unidos | 2005        |
| San Francisco Fútbol Club | Panamá         | 2006 - 2007 |
| Chorrillo Fútbol Club     | Panamá         | 2007        |
| Sporting 89               | Panamá         | 2008        |
| San Francisco Fútbol Club | Panamá         | 2009- 2010  |
| Atlético Veragüense       | Panamá         | 2011        |
| Millenium FC              | Panamá         | 2011-2012   |

## Palmarés

### Títulos nacionales
| Título           | Club             | País   | Año  |
| ---------------- | ---------------- | ------ | ---- |
| ANAPROF          | AFC Euro Kickers | Panamá | 1993 |
| ANAPROF          | Panamá Viejo FC  | Panamá | 2001 |
| ANAPROF Apertura | Tauro FC         | Panamá | 2003 |
| ANAPROF Clausura | Tauro FC         | Panamá | 2003 |
| ANAPROF Apertura | San Francisco FC | Panamá | 2009 |

### Títulos internacionales
| Título                 | Club                          | País     | Año  |
| ---------------------- | ----------------------------- | -------- | ---- |
| Copa de Naciones UNCAF | Selección de fútbol de Panamá | Honduras | 2009 |